# Communes de la wilaya de M'Sila
Pour les autres communes, voir Liste des communes d'Algérie.
Liste des communes de la Wilaya algérienne de M'Sila par ordre alphabétique:

Communes de la Wilaya de M'Sila.

1. Aïn El Hadjel
2. Aïn El Melh
3. Aïn Errich
4. Aïn Fares
5. Aïn Khadra
6. Belaiba
7. Ben Srour
8. Beni Ilmane
9. Benzouh
10. Berhoum
11. Bir Foda
12. Bou Saâda
13. Bouti Sayah
14. Chellal
15. Dehahna
16. Djebel Messaad
17. El Hamel
18. El Houamed
19. Hammam Dhalaa
20. Khettouti Sed El Djir
21. Khoubana
22. Maadid
23. Maarif
24. Magra
25. M'Cif
26. Medjedel
27. M'Sila
28. M'Tarfa
29. Ouanougha
30. Ouled Addi Guebala
31. Ouled Atia
32. Mohammed Boudiaf
33. Ouled Derradj
34. Ouled Madhi
35. Ouled Mansour
36. Ouled Sidi Brahim
37. Ouled Slimane
38. Oultem
39. Sidi Aïssa
40. Sidi Ameur
41. Sidi Hadjeres
42. Sidi M'Hamed
43. Slim
44. Souamaa
45. Tamsa
46. Tarmount
47. Zarzour